# Parachernes argentinus
Parachernes argentinus är en spindeldjursart som beskrevs av Beier 1967. Parachernes argentinus ingår i släktet Parachernes och familjen blindklokrypare. Inga underarter finns listade i Catalogue of Life.